# Auður Jónsdóttir
Auður Jónsdóttir, född 1973 i Reykjavik, är en isländsk författare och journalist.
Hon debuterade 1998 och anses vara en av Islands främsta romanförfattare. För romanerna Fólkið í kjallaranum (2004, svensk översättning Folket i källaren 2007) och den självbiografiska Ósjálfrátt (2012) nominerades hon till Nordiska rådets litteraturpris. Hon har även skrivit barnböcker, bland annat ett porträtt av sin morfar, nobelpristagaren Halldór Laxness.